# Praça JK
Praça JK é um complexo paisagístico e arquitetônico, que faz uma síntese dos estilos que marcam a história de Niterói, e fica na região do Aterro da Praia Grande, no trecho entre os bairros do Centro e São Domingos, como homenagem ao presidente Juscelino Kubitschek.

## História
A construção da praça foi iniciada na segunda metade do século XX, como homenagem ao Presidente Juscelino Kubitschek. Feita para simbolizar a majestade futurista do governo JK e marcar o fim das obras que resultaram no Aterro da Praia Grande, com a última reforma foi incorporada ao Caminho Niemeyer, com a arquitetura do próprio Oscar Niemeyer. 
A praça projetada por Oscar Niemeyer, tem uma vista que compreende a orla de Niterói e da cidade do Rio de Janeiro, foi construída em cima da primeira garagem subterrânea de Niterói. Tem uma escultura em bronze de Oscar Niemeyer e JK sentados num dos bancos da praça olhando uma planta arquitetônica de uma das construções de Brasília e uma grande marquise que liga os dois extremos da praça. A praça serve de mirante para a orla do centro da cidade, para a Ponte Rio-Niterói e orla do centro do Rio.